# Inierie
Inierie – stratowulkan znajdujący się w południowo-środkowej części wyspy Flores nad Morzem Sawu. Inierie jest najwyższy wulkanem na owej wyspie. Jest położony w pobliżu miasta Bajawa. Inierie jest wulkanem nieaktywnym, ale istnieją doniesienia, jakoby miał wybuchnąć w czerwcu 1911 r.